# Tam giác Bridgewater

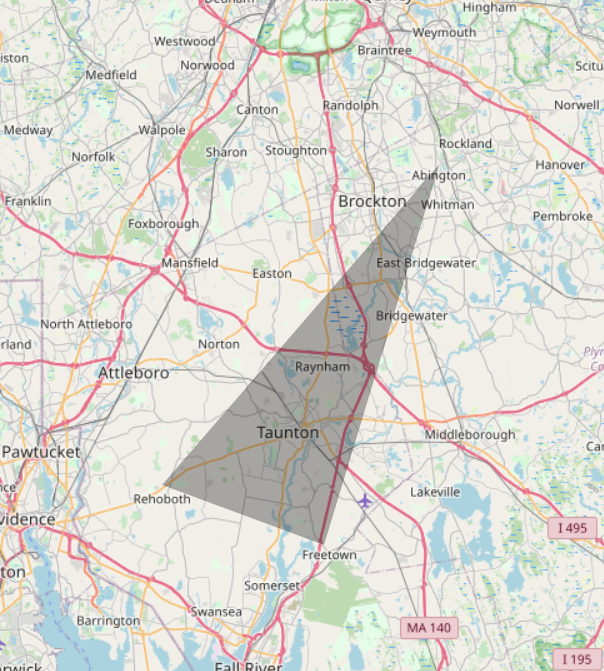
Một bản đồ miêu tả Tam giác Bridgewater

Tam giác Bridgewater đề cập đến một diện tích khoảng 200 dặm vuông Anh (520 km2) nằm bên trong vùng đông nam bang Massachusetts nước Mỹ, được cho là có các hiện tượng huyền bí, từ UFO cho tới sự kiện ma quỷ quấy nhiễu, thiên thể, cầu lửa và những hiện tượng quang phổ khác, các sinh vật giống như bigfoot, rắn khổng lồ và "chim sấm."

## Vị trí
Các ranh giới cụ thể của Tam giác Bridgewater lần đầu tiên được xác định bởi nhà động vật bí ẩn học Loren Coleman (người đặt ra thuật ngữ này) trong những năm 1970, và sau đó trong cuốn sách của ông có nhan đề Mysterious America. Ông đã viết rằng Tam giác Bridgewater bao gồm các thị trấn Abington, Rehoboth và Freetown tại các điểm của tam giác, và Brockton, Whitman, West Bridgewater, East Bridgewater, Bridgewater, Middleboro, Dighton, Berkley, Raynham, Norton, Easton, Lakeville, Seekonk, và Taunton bên trong tam giác. Các tuyên bố tương tự đã được thực hiện về một khu vực kế bên Vermont gọi là Tam giác Bennington.

## Địa điểm và địa danh lịch sử
- Đầm lầy Hockomock - Chính giữa khu vực này là Đầm lầy Hockomock, có nghĩa là "nơi linh hồn cư ngụ."[3]
- Đá Dighton - Cũng được tìm thấy trong phạm vi của Tam giác Bridgewater là Đá Dighton.
- Khu rừng Tiểu bang Freetown-Fall River- Khu rừng Tiểu bang Freetown-Fall River được cho là nơi diễn ra các hoạt động tôn giáo khác nhau bao gồm các vụ hiến tế thú vật, các vụ giết người theo nghi thức do những tín đồ Satan giáo thừa nhận, cũng như một số vụ băng đảng và một số vụ tự sát.[4]
- Đá Profile- Địa điểm được cho là nơi mà nhân vật lịch sử Wampanoag Anawan nhận được chiếc đai vỏ sò bị mất từ tay Philip, theo truyền thuyết đó là con ma của một người đàn ông ngồi trên đá với chân vắt qua hoặc với cánh tay dang ra. Nằm trong Khu rừng Tiểu bang Freetown-Fall River.[5]

## Những tuyên bố siêu linh
Phổ biến nhất cho hầu hết các khu vực này là sự kết hợp của các hiện tượng theo như báo cáo bao gồm các vụ chứng kiến UFO, những động vật bí ẩn và các loài linh trưởng, hồn ma và yêu tinh, và các vụ tùng xẻo gia súc.
- Chứng kiến Bigfoot: Đã có một số vụ chứng kiến được trình báo về một sinh vật giống như bigfoot trong tam giác, thường nằm gần đầm lầy Hockomock.
- Chứng kiến Chim sấm: Những con chim khổng lồ hoặc sinh vật bay giống thằn lằn có cánh Dực long với đôi cánh dài 8–12 feet được cho là đã được nhìn thấy ở Đầm lầy Hockomock và vùng lân cận Taunton, bao gồm một báo cáo của trung sĩ cảnh sát Norton tên là Thomas Downy.
- Tùng xẻo gia súc: Nhiều vụ gia súc bị cắt xẻo đã được báo cáo, đặc biệt là ở Freetown và Fall River, nơi cảnh sát địa phương được triệu tập để điều tra các con vật bị cắt xén được cho là tác phẩm của một giáo phái kỳ bí. Hai sự cố cụ thể vào năm 1998 được báo cáo: một vụ phát hiện ra một con bò trưởng thành bị đem làm thịt ở trong rừng; kế đến là một nhóm bê được phát hiện trong một vụ dọn dẹp, bị cắt xén một cách kỳ cục như thể là một phần của một nghi lễ hiến tế nào đó.[4]
- Những lời nguyền của người Mỹ bản địa: Theo một câu chuyện, người Mỹ bản địa đã nguyền rủa lên khu đầm lầy cách đây nhiều thế kỷ bởi vì họ đã nhận được sự điều trị tồi tệ từ những kẻ định cư thuộc địa.[6] Một di vật đáng kính của người Wampanoag, một cái đai còn gọi là dây đai vỏ sò, bị mất trong chiến tranh của vua Philip. Truyền thuyết nói rằng khu vực này phải chịu sự bất ổn huyền bí của nó với thực tế là dây đai này đã bị thất lạc từ tay người bản địa.[5]